# Od pěti do devíti
Od pěti do devíti (v anglickém originále 5 to 9) je čtrnáctá epizoda z šesté řady amerického lékařského dramatu Dr. House. Premiéra proběhla 8. února 2010. 
Tato epizoda představuje, jak funguje nemocnice očima ředitelky a děkanky fakultní nemocnice v Princeton-Plainsboro Lisy Cuddyové. V této epizodě řeší, jak čelit velké zdravotní pojišťovně. Současně je lékárnice přistižena při kradení léčiv a House chce použít malárii k léčbě pacienta s rakovinou. 

## Děj
Cuddyová brzy ráno vstává, aby zjistila, že Lucas není v posteli. Když se snaží, aby se vypravila, zjišťuje, že Rachel je nemocná. Chůva Marina dorazí, aby se postarala o dítě. Cuddyová se chystá již chystá odejít do práce, když Lucas dorazí po celonoční sledovačce. Je pozdě, stresovaná a unavená a frustrovaná. 
Když Cuddyová dorazí do nemocnice, spěchá, aby se vypořádala s problémem v lékárně. Pak se vydá zkontrolovat operační sál, kde si chirurg Dr. Hourani stěžuje, že House podplatil údržbu, aby zvýšili klimatizaci, aby si pospíšil při operaci, aby Houseův diagnostický tým mohl použít sál. 
Cuddyová přijde pozdě na schůzi s pojišťovacím agentem Eli Morganem a představí konečnou nabídku nemocnice. Eli ji odmítá a Cuddyová hraje hardball tím, že prohlašuje, že ukončí smlouvu s jeho společností. Dává mu čjako do 15:00, aby přijal její nabídku. 
Cuddyová jde na schůzi správní rady nemocnice a oznamuje, že nemá smlouvu s pojišťovnou. Členové správní rady jsou nešťastní, ale Cuddyová brání své rozhodnutí. Je přesvědčena, že se Eli vzdá, ale je jasné, že bude v případě selhání jejího plánu propuštěna. 
Když se lékař nedostaví na kliniku, Cuddyová si vezme pacienta. Zabývá se pacientem s rakovinou, jehož onkolog mu nedá předpis na mateřské mléko, o kterém má jistotu, že má vlastnosti boje proti rakovině. Cuddyová to odmítá, pacient odchází a nadává ji.  
Právník čekající v kanceláři Cuddyové ji upozorní, že žaluje nemocnici a Chase kvůli tomu, že neoprávně přišil palec svému pacientovi. Cuddyová se obrací na Chase, který říká, že ačkoli jeho pacient chtěl nejlevnější variantu, přesto provedl operaci opětovného připojení. Poznamenal, že palec je životně důležitý a pacient, který je tesařem, by bez nemohl pracovat. 
Cuddyová konfrontuje Gail, lékárnici, která ukradla efedrin, aby zhubla. Omlouvá se za falšování farmaceutických objednávek a prosí o druhou šanci. Cuddyová nehlásí zločin DEA, ale vyhodí Gail. 
V poledne Cuddyová požádá Wilsona o radu ohledně pojišťovny a Wilson navrhuje, aby se poradila s Housem, který je podle Wilsona „nejlepším manipulátorem, který vždy dostane, co chce.“ Vrací si salát zpět do své kanceláře, kde nachází House. Chce léčit svého pacienta malárií, protože tvrdí, že je to nejlevnější způsob, jak způsobit podchlazení. 
Lucas navštíví Cuddyovou v nemocnici, kdy jí říká, že Rachel nemá horečku. Cuddyová jde do restaurace, kde obědvá generální ředitel pojišťovny. Apeluje na něj ohledně návrhu PPH a hrozí, že zveřejní jeho chamtivost před tiskem. Generální ředitel se nevzdává. 
Lékárník nemocnice informuje Cuddyovou o tom, že farmaceutka Gail ukradla deset dodávek efedrinu. Cuddyová si uvědomuje, že se nejednalo o hubnutí. Eli přichází do kanceláře Cuddyové s nabídkou generálního ředitele, který souhlasil s nárůstem o osm procent. Požaduje dvanáct, o které požádala, ale Eli říká, že s takovým nesmyslným číslem nikdy nebudou souhlasit. Navrhuje, aby vzala nabídku. 
Cuddyová sedí sama na schodišti a přemýšlí. Když vyjde ven, House čeká u dveří. Cuddyová se konečně zeptá House na radu ohledně odpovědi pojišťovací společnosti s osmi procenty. 
Cuddyová vidí, že jsou tři hodiny, což byla lhůta, kterou dala pojišťovně. Stále se nic neděje. Oslovuje shromážděné členy správní rady nemocnice a lékaře o ukončení smlouvy. Nemocnice již nadále nepřijme pacienty z pojišťovny. Místnost se naplní bzučením.   
Cuddyová se snaží dohodnout s právníkem a jeho klientem o jeho znovu připojeném palci. Navrhuje, že pokud žalobu stáhne, nemocnice zaplatí polovinu částky. Muž říká, že nemůže zaplatit. Myslí si, že by na tom byl lépe bez palce a bez velkého účtu. Cuddyová vysvětluje, že její lékaři odvádějí dobrou práci a zaslouží si zaplatit. Právník hrozí, že se obrátí na soud. Cuddyová odmítá ustoupit a mstí se tím, že vyhrožuje, že ho nemocnice bude žalovat a dostane zaplaceno, i kdyby to znamenalo, že muž přijde o jeho dům. 
Cuddyová se dostane před operací, kde se Foreman a Třináctka pokoušejí přerušit boj mezi Chase a Dr. Thomasem. Přinutí je se zastavit a přivolá je do své kanceláře, ale nejdřív se zabývá lékárnicí. Gail už není vzlykající obětí. Gail je připravena lhát, aby se dostala ze svého zločinu. 
Cuddyová sedí podrážděně ve svém autě na parkovišti, když přijde House. Cuddyová přiznává, že si myslela, že pojišťovací společnost byla tím, kdo blafoval. House ví, že se nevzdá. Také říká, že si celou dobu myslel, že Gail je sociopat, a že o tom nic neřekl Cuddyové, protože si myslel, že se jednoho dne může hodit, což dává Cuddyové nápad. 
Cuddy apeluje na Gail, se přiznala. Gail jí říká, že je idiot a říká, že začala krást šest měsíců poté, co byla najata. Cuddy vezme květinu, která stála na stole, a podá ji sestře Regině. Vysvětluje, že Lucas jí dal skrytý mikrofon a přikázal Regině, aby předala záznam Gailova přiznání DEA. S jedním vítězstvím dnes Cuddyová podat svou rezignaci na radu. 
Marina konečně volá, aby řekla Cuddyové, že Rachel je lepší, což jí způsobí, že zmešká výtah. Zástupce pojišťovny dorazí a dává Cuddyové dvanáctiprocentní nárůst o který žádala. 
Když Cuddyová odchází, uvidí na svém stole šek. Pacient s přišitým palcem poslal první splátku. Cuddyová s úsměvem roztrhává šek. Poslední záběr ukazuje, jak Cuddová leží v posteli s Rachel a Lucasem, což zřejmě odráží okamžik klidu v jejím rušném dni. Náhle začne pager Cuddyové pípat. 

## Hudba
- Píseň, která hraje během ranní rutiny Cuddyové je Break Up the Concrete od The Pretenders.[1]
- Píseň na konci epizody se jmenuje Shine On od amerického písničkáře Erica Bibba.